# Mont Cenis
Mont Cenis (en italiano, Moncenisio) es un macizo y un puerto de montaña (2083 m de altitud) en Saboya en Francia, que forma el límite entre los Alpes cocios y los grayos.

## Descripción
El llamado túnel de Mont Cenis, cuyo punto más alto está a 1295 m, queda realmente 27,4 km al oeste del paso, por debajo del Col du Fréjus. Desde Chambéry la línea asciende por el valle del Isère, pero pronto corre a través del de Arc o el Maurienne pasando por Saint-Jean-de-Maurienne a Modane (98,2km de Chambéry). El túnel tiene 13 km de largo, y lleva a Bardonecchia; en Oulx la línea se une a la carretera desde el Col de Montgenèvre.
De allí el valle del Dora Riparia sigue a Turín (103,8 km desde Modane). La calzada sube por el valle de Arc durante 25,7 km desde Modane a Lanslebourg, de ahí hay 12,9 km al hospicio, un poco por debajo de la cumbre del paso. El descenso queda a través del valle de Cenis a Susa (49,9 km desde Modane), donde la carretera se une con la línea de ferrocarril.
Al suroeste del Mont Cenis está el Pequeño Mont Cenis (2.184,2 m) que lleva desde la meseta en la cumbre (en Italia) del paso principal al valle de Etache sobre la ladera francesa y así a Bramans en el valle de Arc.

## Historia

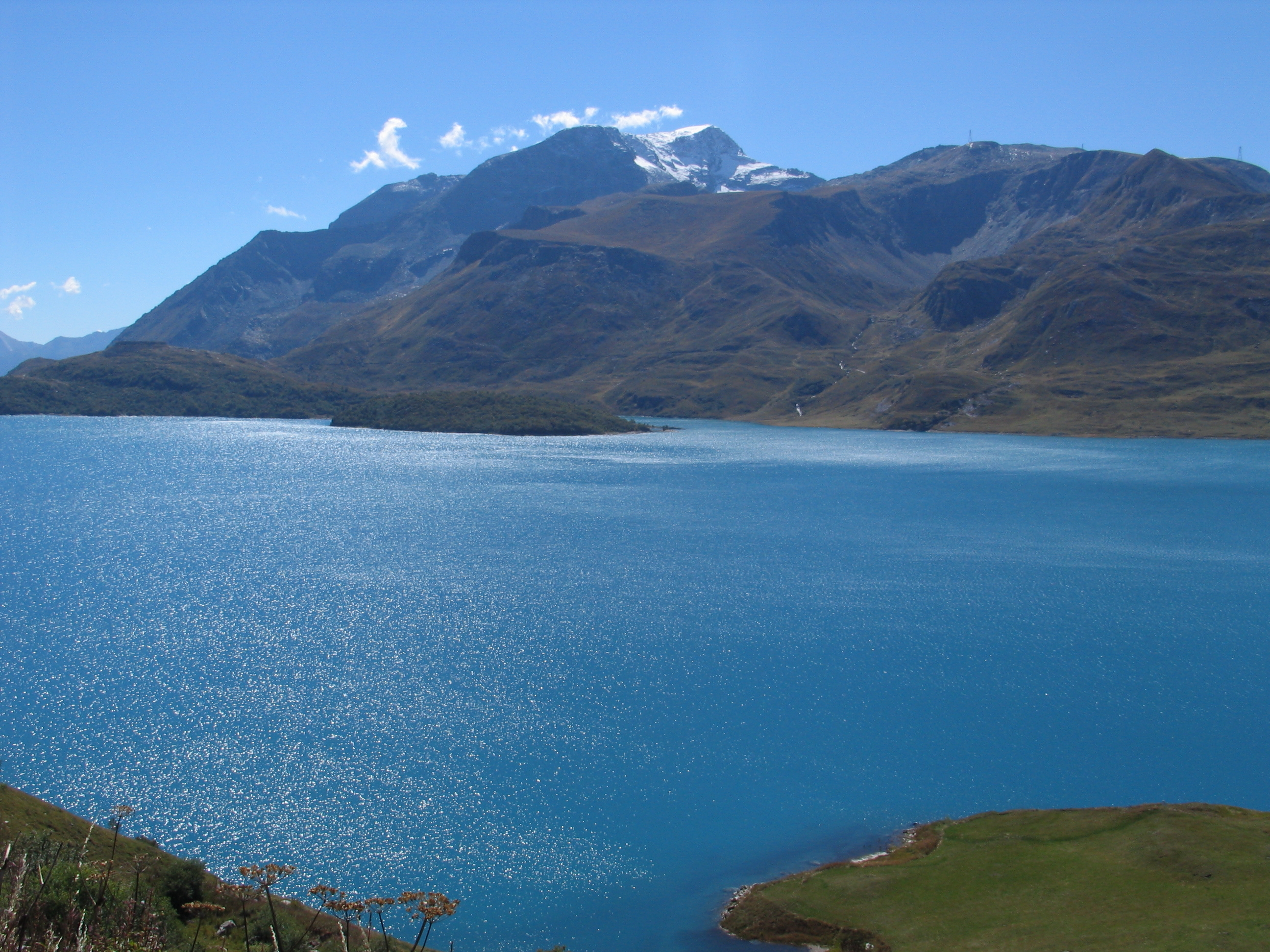
Embalse en el puerto.

Siendo un paso en los Alpes, el Mont Cenis fue escenario de varios acontecimientos en la historia. Este paso fue cruzado en 1689 por gente de Vaud, y algunos autores creen que fue el paso de Aníbal al cruzar los Alpes. Por Mont Cenis descendió Constantino I a Italia, para luchar contra Majencio. Formó parte del Camino Español, siendo reformado por los ingenieros de Felipe II. Fue la principal ruta para cruzar los Alpes entre Francia e Italia hasta el siglo XIX.
Se construyó una carretera por el puerto entre 1803 y 1810 por orden de Napoleón. Un ferrocarril de montaña tipo «Fell», que recibe su nombre del inventor John Fell y operaba por conductores ingleses, se inauguró a lo largo de la carretera en 1868, pero fue desmantelado en 1871 con la apertura del túnel de Mont Cenis. En cuanto al ferrocarril a través del túnel, véase ferrocarril de Mont Cenis.

## Puntos de interés
- Jardín botánico de Mont Cenis, un jardín botánico alpino.